# Liegi-Bastogne-Liegi femminile 2020
La Liegi-Bastogne-Liegi femminile 2020, quarta edizione della corsa e valevole come settima prova dell'UCI Women's World Tour 2020 categoria 1.WWT, si svolse il 4 ottobre 2020 su un percorso di 135 km, con partenza da Bastogne e arrivo a Liegi, in Belgio. La vittoria fu appannaggio della britannica Elizabeth Deignan, la quale completò il percorso in 3h29'48", alla media di 38,608 km/h, precedendo l'australiana Grace Brown e l'olandese Ellen van Dijk.
Sul traguardo di Liegi 56 cicliste, su 137 partite da Bastogne, portarono a termine la competizione.

## Squadre e corridori partecipanti
| N.      | Cod. | Squadra                         |
| ------- | ---- | ------------------------------- |
| 1-6     | MTS  | Mitchelton-Scott                |
| 11-17   | DLT  | Boels-Dolmans Cycling Team      |
| 21-28   | SUN  | Team Sunweb                     |
| 31-36   | PKV  | Parkhotel Valkenburg            |
| 41-46   | CSR  | Canyon-SRAM Racing              |
| 51-56   | SER  | Trek-Segafredo                  |
| 61-66   | FDJ  | FDJ Nouv. Aquitaine Futuroscope |
| 71-78   | CCC  | CCC-Liv                         |
| 81-86   | ALE  | Alé BTC Ljubljana               |
| 91-99   | MOV  | Movistar Team Women             |
| 101-106 | WNT  | Ceratizit-WNT Pro Cycling Team  |
| 111-118 | VAL  | Valcar-Travel & Service         |

| N.      | Cod. | Squadra                         |
| ------- | ---- | ------------------------------- |
| 121-125 | EPK  | Équipe Paule Ka                 |
| 131-136 | LSL  | Lotto-Soudal Ladies             |
| 141-146 | CGS  | Cogeas-Mettler Pro Cycling Team |
| 151-156 | ASA  | Astana Women's Team             |
| 161-166 | TIB  | Team Tibco-SVB                  |
| 171-175 | DVE  | Doltcini-Van Eyck-Sport         |
| 181-184 | VAI  | Aromitalia Basso Bikes Vaiano   |
| 191-197 | ARK  | Team Arkéa                      |
| 201-205 | CTL  | Ciclotel                        |
| 211-216 | CCT  | Chevalmeire Cycling Team        |
| 221-225 | CMW  | Charente-Maritime Women Cycling |
| 231-236 | HPU  | Hitec Products                  |

## Ordine d'arrivo (Top 10)
| Pos. | Corridore         | Squadra    | Tempo    |
| ---- | ----------------- | ---------- | -------- |
| 1    | Elizabeth Deignan | Trek       | 3h29'48" |
| 2    | Grace Brown       | Mitchelton | a 9"     |
| 3    | Ellen van Dijk    | Trek       | a 2'19"  |
| 4    | Marianne Vos      | CCC-Liv    | s.t.     |
| 5    | Amy Pieters       | Boels      | s.t.     |
| 6    | Hannah Barnes     | Canyon     | a 2'21"  |
| 7    | Marlen Reusser    | Paule Ka   | s.t.     |
| 8    | Juliette Labous   | Sunweb     | s.t.     |
| 9    | Katrine Aalerud   | Movistar   | a 2'26"  |
| 10   | Liane Lippert     | Sunweb     | a 3'27"  |